# Scuole di pensiero anarchico
L'anarchismo è caratterizzato da svariate correnti di pensiero che, nonostante sensibili differenze, presentano sempre degli elementi in comune. In particolare, il rifiuto di ogni forma di potere, di gerarchia e di governo; la ricerca della libertà personale e dell'uguaglianza sociale tra gli individui; il rifiuto del modello economico capitalista, a cui viene preferita un'economia cooperativa, basata sul mutualismo o sul comunismo.
Le differenze tra le correnti riguardano per lo più la relazione tra individuo e collettività, la tipologia di sistema economico attraverso il quale massimizzare la libertà individuale e l'utilizzo della violenza.
È comunque possibile raggruppare le varie correnti di pensiero dell'anarchismo classico in due categorie principali, che sono anarco-socialismo e anarco-individualismo. Le correnti che rientrano nelle due categorie si differenziano profondamente sulla definizione di società libera e sui mezzi e i modi per raggiungerla.
Esiste anche un'altra scuola di pensiero anarchico che si colloca tra l'anarco-socialismo e l'anarco-individualismo: il mutualismo. Esistono infatti due tipologie differenti di mutualismo: il mutualismo di stampo socialista e il mutualismo di stampo individualista.

## Mutualismo

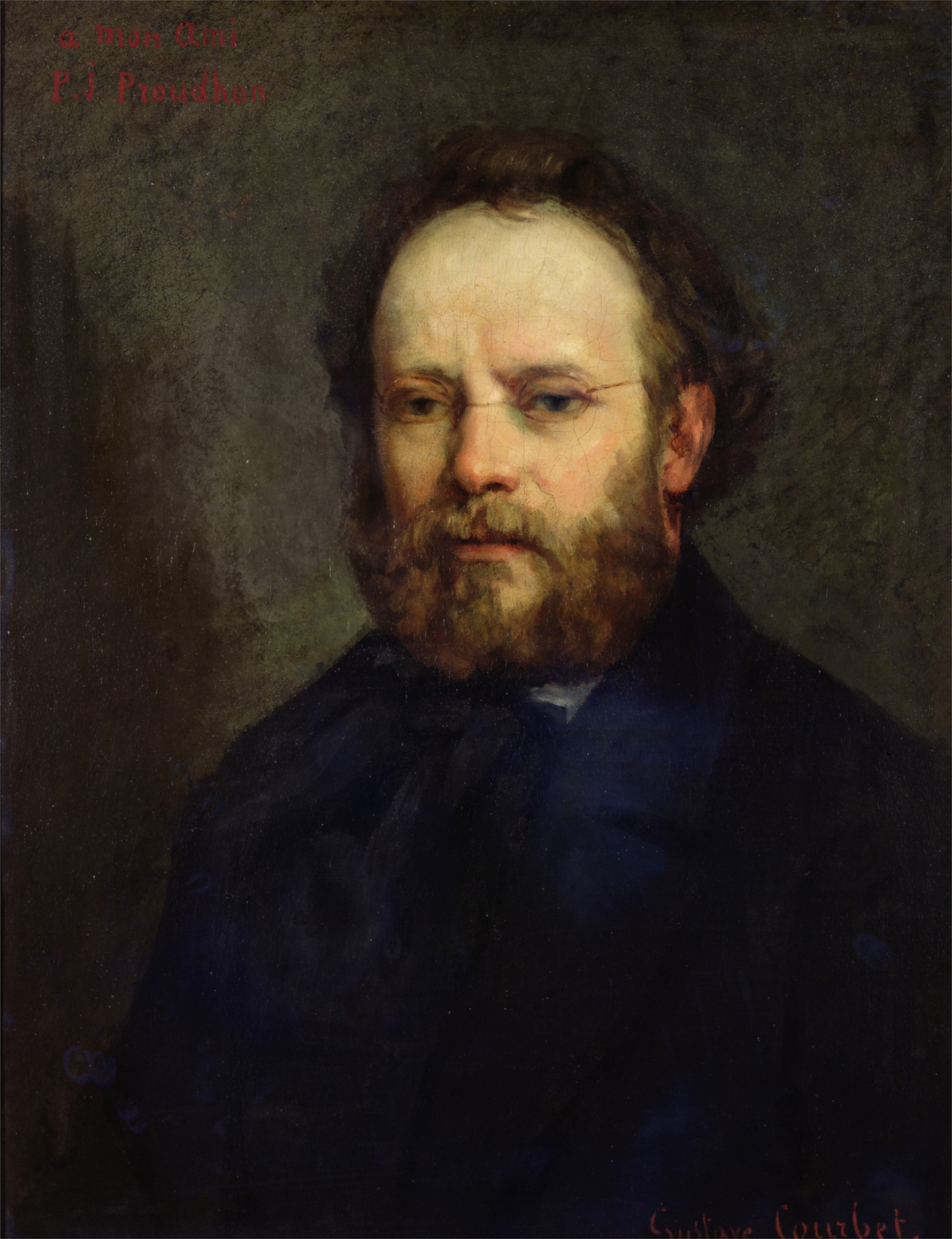
Pierre-Joseph Proudhon

Il mutualismo è una forma di anarchismo basata su un socialismo di mercato. Fu teorizzata da Pierre-Joseph Proudhon, il primo pensatore ad autodefinirsi anarchico. Egli sosteneva che non è la presenza di un governo a garantire l'ordine, bensì il naturale equilibrio che deriva dalla sua assenza. Lo stesso Michail Bakunin disse "Proudhon è il maestro di noi tutti".
Secondo la sua filosofia, la proprietà dovrebbe essere abolita, poiché porterebbe allo sfruttamento del lavoro altrui da parte di un individuo, o da parte di un gruppo di individui. Essa dovrebbe essere sostituita da una forma differente di proprietà, ovvero la possessione, secondo Proudhon, l'unico mezzo in grado di garantire la libertà del singolo. Citando lo stesso Proudhon, "la proprietà è un furto".
In una società basata su un'organizzazione economica mutualistica, i lavoratori sarebbero dei produttori indipendenti, che possiederebbero e autogestirebbero individualmente, o in gruppo, i mezzi di produzione. Un sistema mutuale basato sullo scambio diretto dei beni e sul credito regolerebbe il rapporto tra i lavoratori, portando all'istituzione di un sistema bancario popolare. Queste banche popolari avrebbero il compito di distribuire tra i lavoratori i beni prodotti. 
 Inoltre, lo stato verrebbe sostituito da un sistema federale formato da comunità indipendenti e da organizzazioni industriali, relazionate per contratto da un interesse reciproco. In questo caso, il rapporto tra i singoli lavoratori non sarebbe più di natura politica, bensì di natura sociale. Tutte le istituzioni tradizionali di natura burocratica e giudiziaria sarebbero sostituite da giurie arbitrarie e da un sistema educativo in grado di combinare attività pratica e lavoro intellettuale. 
Secondo Proudhon, questo sistema basato sul federalismo sociale porterebbe all'estinzione dello sfruttamento tra uomini, poiché esso non lascerebbe spazio alla «proprietà capitalistica».
Nella sua opera postuma De la capacité politique des classes ouvrières (1865), Proudhon sostiene che debbano essere i lavoratori stessi ad attuare un'«azione diretta» al fine di liberarsi e raggiungere l'anarchia. Con questa affermazione egli pose le basi per lo sviluppo di un'altra tipologia di anarchismo, derivata dal suo pensiero: l'anarco-sindacalismo.

## Anarco-socialismo

Bandiera rosso-nera, vessillo dell'anarco-socialismo

L'anarco-socialismo, o anarchismo sociale, è una tipologia di anarchismo che racchiude, a sua volta, varie scuole di pensiero anarchico di stampo socialista. Le scuole di pensiero che fanno parte di questa branca aspirano allo sviluppo di una collettività volontaria, libera da ogni gerarchia e da ogni potere centralizzato. Le varie scuole di pensiero dell'anarco-socialismo sono piuttosto simili, ma differiscono riguardo alle strategie da attuare per giungere all'anarchia.
Per ottenere l'anarchia, le tipologie di anarco-socialismo condividono sia un approccio evoluzionista, che un approccio rivoluzionario. Tuttavia, esistono alcune scuole di pensiero che prediligono solamente il primo approccio. Infatti, gli anarco-socialisti sostengono l'importanza delle riforme sociali di stampo libertario; ad esempio lo sviluppo dell'educazione del singolo individuo.
Nonostante ciò, alcune tipologie di anarco-socialismo ritengono che, al fine di raggiungere l'anarchia, le sole riforme sociali non siano sufficienti per ristrutturare un sistema basato sul capitalismo. Pertanto, gli esponenti di queste scuole di pensiero non pensano che una rivoluzione sia in contrasto con i principi fondamentali dell'anarchismo. Essa, infatti, prevederebbe la distruzione dello stato e l'espropriazione dei possedimenti capitalistici, al fine di passare da una condizione di autoritarismo ad una condizione di libertarismo.
Generalmente, il sistema economico a cui l'anarco-socialismo mira è un sistema basato sulla proprietà sociale e sulla possessione. In un contesto del genere, i mezzi di distribuzione e di produzione sono di proprietà della collettività, mentre i singoli oggetti che possono essere utilizzati sono posseduti dai singoli individui. Per la maggior parte delle scuole di pensiero dell'anarco-socialismo, il sistema ideale sarebbe basato sull'autogestione del proprio lavoro da parte dei lavoratori e sulla socializzazione dei prodotti da esso derivati. Così facendo il frutto del lavoro dei singoli sarebbe disponibile per ogni altro individuo che contribuisca attivamente allo sviluppo produttivo della collettività. 

Gli anarco-socialisti sostengono che la proprietà sociale sia un mezzo per salvaguardare la libertà personale dell'individuo e non per limitarla. Attraverso la socializzazione dei mezzi di produzione è possibile eliminare ogni forma di potere gerarchico che si genererebbe dalla loro privatizzazione. Inoltre, rendere possibile la loro compravendita, come suggeriscono gli anarco-individualisti, incrementerebbe il rischio della reintroduzione della proprietà privata.

### Collettivismo

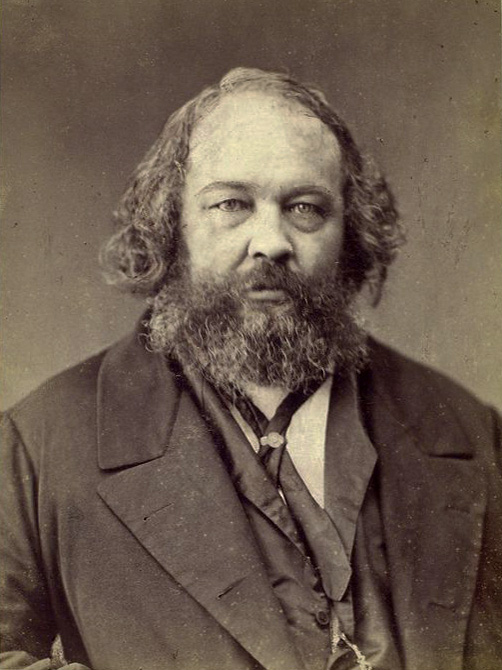
Michail Bakunin

Il collettivismo è una scuola di pensiero dell'anarchismo di stampo socialista e rivoluzionario. È generalmente associato alla figura di Michail Bakunin, un allievo di Pierre-Joseph Proudhon, e alla AIL, l'associazione internazionale dei lavoratori. Il collettivismo si sviluppò contemporaneamente al marxismo, divenendone un antagonista.
Al contrario del mutualismo, il collettivismo esalta una visione comunitaria della società, opponendosi all'individualismo e ponendo la solidarietà come principio morale fondamentale. Esso si oppone anche all'esistenza di un qualsiasi mercato all'interno della società libera. Infatti, i collettivisti promuovono l'idea che i mezzi di produzione debbano essere di proprietà della collettività e non dei singoli lavoratori. Per questo motivo, i mezzi di produzione, la terra e gli altri servizi sono elementi gestiti da gruppi di lavoratori federati tra di loro. Oltre a queste federazioni industriali sono presenti anche organizzazioni federate e altre comunità. Esse hanno il compito di risolvere delle eventuali problematiche a livello sociale o relative a qualsiasi problema non possa essere risolto dalle altre federazioni industriali.
Come nel pensiero mutualistico, i collettivisti ritengono che la retribuzione del singolo lavoratore debba essere proporzionale alla quantità di lavoro svolta. Questo sistema prevederebbe l'uso della moneta per misurare tale quantità. Questo pensiero è in contrasto con quello dell'anarco-comunismo, che prevede la distribuzione dei beni in base al bisogno del lavoratore, indipendentemente dal quantità di lavoro svolta.
Inoltre, a differenza del mutualismo, che mira ad abolire lo stato in modo graduale attraverso la formazione di associazioni mutualistiche, il collettivismo sostiene un approccio insurrezionale. Infatti, al fine di raggiungere l'anarchia, il collettivismo giustifica l'utilizzo della violenza, attraverso un'azione diretta che porti all'estinzione dello stato

### Anarco-sindacalismo
L'anarco-sindacalismo è una corrente di pensiero dell'anarchismo che mira alla formazione di un movimento sindacale industriale basato sulle idee anarchiche. Poiché anche l'anarco-collettivismo sostiene l'importanza dell'istituzione di sindacati a sostegno del movimento operaio, l'anarco-sindacalismo viene spesso considerato una sua nuova forma. Gli esponenti principali di questa scuola di pensiero sono Fernand Pelloutier ed Émile Pouget. Fu però Proudhon a porre le basi dell'anarco-sindacalismo, sostenendo che, per giungere all'anarchia, i lavoratori stessi, organizzati nelle loro associazioni industriali, avrebbero dovuto attuare un'azione diretta.
Gli anarco-sindacalisti sostengono che i sindacati non dovrebbero perseguire il loro ruolo tradizionale all'interno della società. Ritengono invece che il sindacato abbia il compito di perseguire gli ideali dell'anarchismo, mirando all'eliminazione dello stato e del capitalismo. Questo obiettivo dovrebbe essere raggiunto attraverso lo sciopero generale, la principale arma a disposizione dei lavoratori e dei sindacati. Quindi, assumendo il controllo delle industrie e dei luoghi di lavoro, i sindacati potrebbero delineare lo scheletro della società post-rivoluzionaria.
L'anarco-sindacalismo fu oggetto di molte critiche. Ad esempio, gli anarco-individualisti non condividevano l'esaltazione provata dalle masse nei confronti del movimento. Gli anarco-comunisti non vedevano di buon occhio la distinzione, accettata dagli anarco-socialisti, tra produttori e consumatori. Lo stesso Errico Malatesta mostrò alcune preoccupazioni relative all'eccessiva influenza che i sindacati avrebbero potuto avere all'interno della società libera. Questa preoccupazione era anche condivisa sia dagli anarco-individualisti, che dagli anarco-comunisti. Nonostante ciò, fu grazie a questa corrente di pensiero che l'anarchismo riuscì a influenzare un cospicuo numero di persone in Italia, in Francia e in Spagna.

### Anarco-comunismo

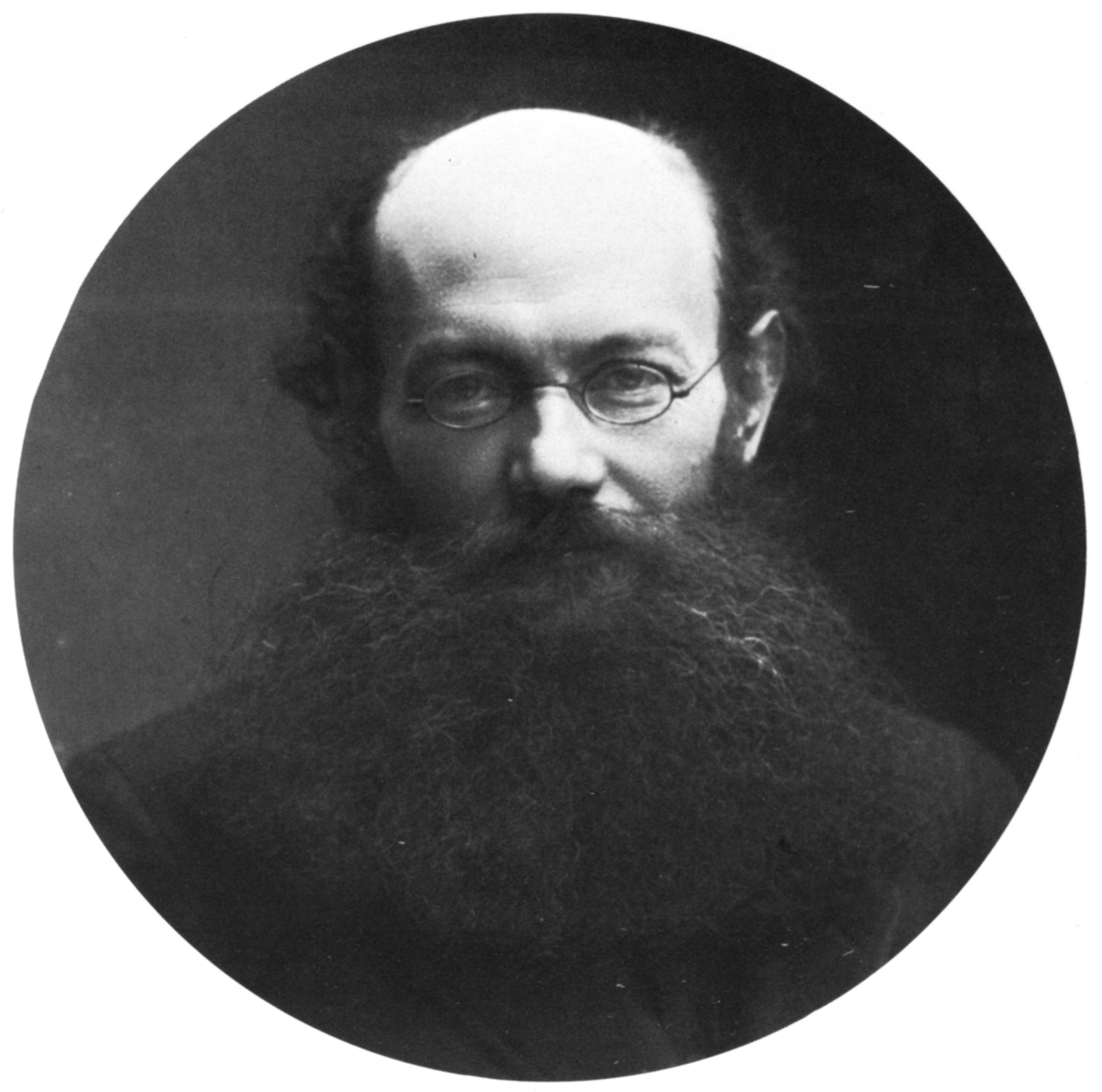
Pëtr Kropotkin ritratto da Nadar

Con il termine anarco-comunismo, o comunismo anarchico, si indica una teoria dell'anarchismo di stampo socialista. Questa tipologia di anarchismo è legata alla figura di Pëtr Alekseevič Kropotkin, un principe russo che rinunciando ai suoi privilegi divenne prima un geografo e poi un rivoluzionario. Grazie alle sue opere scritte di maggiore importanza come Il mutuo appoggio, La conquista del pane e Campi, fabbriche e officine, delineò, più efficacemente rispetto al collettivismo, le basi del comunismo anarchico. In particolare, il libro Il mutuo appoggio è considerato un classico dell'anarchismo. Nel libro, egli mira a dimostrare che è la cooperazione tra gli uomini, e non la competizione, ad aver portato allo sviluppo e all'evoluzione della società umana.
L'anarco-comunismo afferma l'importanza di una rivoluzione economica, sostenendo l'implementazione di un modello sociale federativo, all'interno di una società decentrata, priva di mercati e di moneta. Gli anarco-comunisti sostengono che attraverso le associazioni volontarie e le piccole comunità locali indipendenti sia possibile raggiungere l'indipendenza economica da un qualsiasi stato.
Nella società ideale per gli anarco-comunisti, i mezzi di produzione sono soggetti alla proprietà sociale e quindi in mano alla comunità. Questa idea è condivisa anche dai collettivisti. Nonostante ciò, il comunismo anarchico differisce dal collettivismo in relazione alla ridistribuzione dei beni. Infatti, i collettivisti, e anche gli esponenti del mutualismo, sostengono una ridistribuzione dei prodotti basata sulla quantità di ore di lavoro del singolo individuo. Invece, l'anarco-comunismo promuove una redistribuzione dei beni basata sulle necessità, sostenendo il principio su cui si basa la massima «a ciascuno secondo i propri bisogni, da ciascuno secondo le sue capacità». Questa redistribuzione dovrebbe avvenire attraverso un sistema basato su magazzini, da dove il singolo lavoratore possa attingere ciò di cui ha bisogno. Inoltre, il comunismo anarchico sostiene l'idea che il lavoro sia per l'uomo un bisogno naturale, e che in quanto tale non sia necessario alcun impulso esterno per spingerlo a lavorare.

## Anarco-individualismo
L'anarco-individualismo è una corrente di pensiero dell'anarchismo che pone l'autonomia e la volontà dell'individuo al di sopra della società. Nonostante ciò, gli anarco-individualisti non ripudiano la collaborazione volontaria tra singoli individui, ritenendo che sia auspicabile al fine di preservare la collettività. 
I principali esponenti di questa corrente dell'anarchismo sono Josiah Warren, Benjamin Tucker, Thoreau e Max Stirner.
Le varie scuole di pensiero di questa tipologia ripudiano le metodologie rivoluzionarie, tipiche delle correnti di pensiero dell'anarco-socialismo, ritenendo che esse siano contraddittorie in relazione ai principi dell'anarchismo stesso. Infatti, per gli anarco-individualisti, l'attuazione di una rivoluzione porterebbe all'utilizzo di mezzi autoritari per espropriare i possedimenti capitalistici. 
Per tale ragione, l'anarco-individualismo favorisce un approccio evoluzionista basato sulla nonviolenza e sull'attuazione di una serie di riforme sociali. Secondo gli anarco-individualisti, promuovendo alcune tipologie di protesta sociale non violenta, migliorando l'istruzione dei singoli cittadini e instaurando alcune istituzioni comunitarie, si potrebbe ottenere l'anarchia.
Per le varie correnti di pensiero dell'anarco-individualismo, il sistema economico ideale prevede generalmente l'esistenza di un mercato, che permetta la distribuzione dei beni all'interno della società.
L'anarco-individualismo ,a contrario dell anarco-socialismo, è a favore della proprietà e polizia privata.
I prodotti del lavoro del singolo individuo, così come le risorse produttive, non appartengono alla collettività, bensì all'individuo stesso. Esso dovrebbe essere libero di venderli e di scambiarli con altri lavoratori.
La proprietà sociale viene vista dagli anarco-individualisti come un pericolo per la libertà personale, poiché influenza direttamente la morale del singolo. Essi temono che questa socializzazione metta in primo piano la società, portando l'individuo a perdere il controllo sui risultati derivanti dal proprio lavoro. In tal senso, gli anarco-individualisti comparano il capitalismo al comunismo, poiché entrambi non farebbero altro che portare allo sfruttamento da parte di un'autorità. Nel caso del comunismo essa sarebbe la società.

### L'anarchismo filosofico

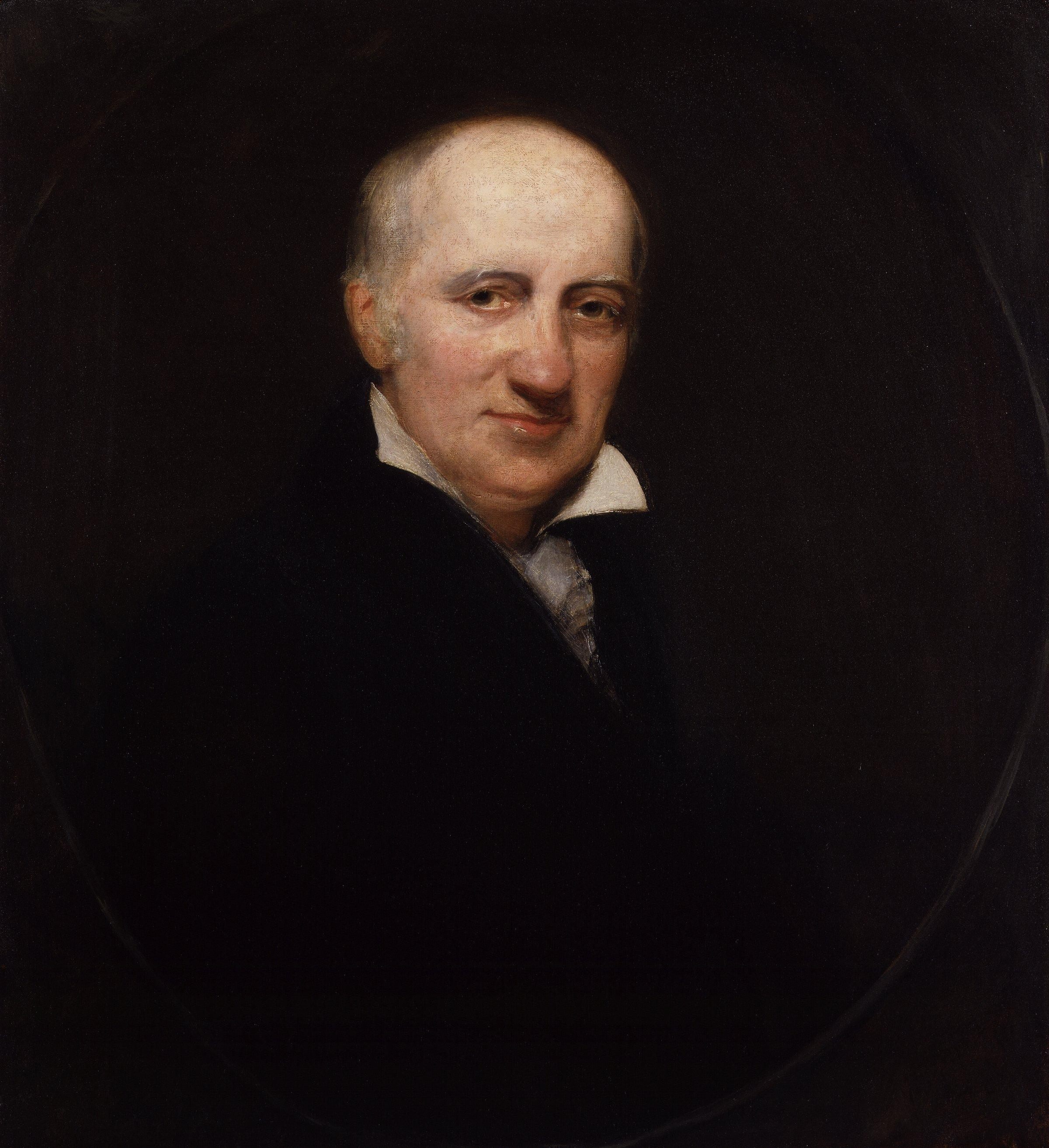
Henry William Pickersgill, William Godwin, National Portrait Gallery di Londra

L'anarchismo filosofico è una scuola di pensiero dell'anarchismo che aspira all'estinzione dello stato attraverso un processo graduale e pacifico, basato sul giudizio razionale del singolo individuo. I teorizzatori di questa branca dell'anarchismo sostengono che la presenza delle leggi e di uno stato costituito danneggino e limitino il giudizio individuale, che corrisponde all'unico mezzo per giungere al progresso.
William Godwin è considerato il fondatore dell'anarchismo filosofico, nonché uno dei primi teorizzatori dell'anarchismo nella sua accezione moderna. Infatti, citando Peter Kropotkin, "Fu Godwin il primo a teorizzare i fondamenti economici e politici dell'anarchismo, nonostante egli non abbia dato un nome alle idee sviluppatesi dal suo lavoro".
Le prime formulazioni filosofiche di Godwin sono presenti nel libro Giustizia politica, scritto nel 1793. Nel libro egli afferma che attraverso la graduale espansione della conoscenza e della comprensione umana, lo stato perderà di valore, diventando superfluo e ininfluente. Una volta realizzatasi questa condizione si giungerà alla società ideale, che per Godwin è una società priva di elementi come lo stato, la proprietà e la famiglia, considerabili delle limitazioni per il singolo individuo. In particolare, Godwin afferma che il concetto di autorità è innaturale poiché rende impossibile agli uomini di agire in maniera razionale. La società ideale di Godwin è caratterizzata da una federazione di comunità indipendenti, formate dal raggruppamento di individui razionali, aventi un'economia basata sulla solidarietà e sulla libertà. All'interno di una società di questo tipo, i beni sarebbero distribuiti a seconda delle necessità della popolazione. In qualsiasi caso, la teoria di Godwin si basa su un anarchismo puramente filosofico, poiché egli non specifica in che modo sia possibile raggiungere questo tipo di società libertaria.

### Egoismo

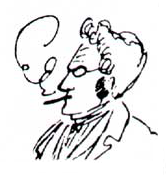
Ritratto di Max Stirner, profilo a matita (particolare dal Ritratto dei Liberi) fatto da Friedrich Engels

L'egoismo, o anarco-egoismo, è una corrente di pensiero dell'anarchismo che pone le sue radici nella filosofia di Max Stirner, il principale esponente di questa scuola di pensiero. Attraverso la sua opera principale, l'Unico e la sua proprietà, Stirner ha avuto un impatto fondamentale su alcune figure e su alcune idee filosofiche del diciannovesimo secolo. In particolare, egli ha influenzato la formazione intellettuale di Karl Marx, la sinistra hegeliana e gran parte della tradizione politica dell'anarco-individualismo stesso.
Il pensiero di Stirner, come quello di Godwin, denota un anarchismo puramente filosofico basato sull'egoismo. Con la sua opera, citata in precedenza, afferma che nessuna ideologia politica, nessun valore morale, nessuna istituzione o gruppo sociale deve essere posta al disopra dell'individuo, che secondo Stirner è l'unico valore fondamentale. L'individuo che pone sé stesso al disopra di qualsiasi altra cosa è definito come egoista stirneriano. Questa figura è a tutti gli effetti considerabile un precursore dell'oltreuomo nietzschiano. Per Stirner l'ideale consiste in un'unione di egoisti che si autogovernano e che si relazionano gli uni con gli altri attraverso un rapporto basato sul rispetto reciproco. Tale condizione potrà essere raggiunta solamente attraverso una rivoluzione violenta che mira all'estinzione dello stato. Secondo il pensiero egoista, infatti, lo Stato, la Chiesa e la legge sono delle entità che danneggiano la volontà e lo sviluppo del singolo, e per tale ragione egli non è obbligato a obbedirgli. Inoltre, Stirner si mostra critico anche nei confronti dei partiti politici e dei vari gruppi sociali, non escludendo la partecipazione attiva del singolo, a patto che non ne venga inglobato.